# ماسیمو فوندلی
ماسیمو فوندلی (ایتالیایی: Massimo Fondelli؛ زادهٔ ۹ فوریهٔ ۱۹۵۴) بازیکن واترپلو اهل ایتالیا بود. وی در بازی‌های المپیک تابستانی ۱۹۸۰ شرکت کرده‌است.